# Trasvolata Milano - Tripoli
La Trasvolata Milano-Tripoli (16-23 maggio 1924), rappresenta la prima trasvolata del Mediterraneo. L'impresa fu ideata e realizzata dal Comandante Tenente Colonnello della Regia Aeronautica Cesare Darby che durante la prima guerra mondiale fu uno dei membri dell'8ª Squadriglia bombardieri Caproni, della quale faceva parte anche Gabriele D'Annunzio. 
Questa trasvolata con singolo aereo, precedette di numerosi anni la “Crociera collettiva nel Mediterraneo Occidentale” del 1928 e la trasvolata del “Mediterraneo Orientale” nel 1929. Darby compì l'impresa al comando del Caproni Ca33 N° 24822 modificato con tre motori Isotta Fraschini V.4 (due Tosi ed un Bianchi) tutti e tre revisionati dalla Ditta Colombo. Il Capitano Schivelli, l'Ufficiale di Sorveglianza della Caproni, al quale il velivolo venne consegnato, provvide ad aggiungere all'aereo due serbatoi da 600 litri di benzina in modo da assicurare almeno 8 ore di volo continuato. L'impianto radio era inefficiente perché Darby non fu in grado di reperire, a Milano, un Radiomontatore. Insieme a Darby, pilota di destra e direttore di rotta oltre che scrivente, erano presenti sul velivolo il pilota di sinistra il sergente maggiore Egidio Re e il motorista Giacomo Massarelli. Darby fu aiutato ad organizzare la traversata anche da Francesco De Pinedo che gli descrisse come riconoscere le coste di Malta che venne poi effettivamente sorvolata durante la trasvolata.